# Pray/Get Into A Groove
『Pray/Get Into A Groove』（プレイ / ゲット・イントゥ・ア・グルーヴ）は、日本の音楽グループEvery Little Thingの13枚目のシングル。

## 解説
前作『Someday, Someplace』から10か月で発売された、2000年代最初のシングル。本作はCDが多く発売される水曜日ではなく、1月1日（元日）の土曜日に発売された。両A面シングル、また初の12cmマキシシングルでもある。
累計売上は40.7万枚と『FOREVER YOURS』以来1年半ぶりに40万枚を突破、ELTのシングル9番目の売上となっている。

## 収録曲
1. Pray
（作詞・作曲・編曲：五十嵐充）
DyDo「Ti-Ha」CFソング
日本メナード化粧品「名古屋ウィメンズマラソン2017」企業CM[1]
2. Get Into A Groove
（作詞・作曲・編曲：五十嵐充）
TOYOTA「HILUX SURF」CFソング
3. Pray (Ramdoubler's Remix)
リミックス：Ramdoubler
4. Get Into A Groove (HΛL's Remix)
リミックス：HΛL
5. Pray (Instrumental)
6. Get Into A Groove (Instrumental)

## 楽曲の収録アルバム
Pray
- 『eternity』
- 『Every Best Single 2』
- 『Every Best Single 〜COMPLETE〜』
- 『Every Best Single 2 ～MORE COMPLETE～』
- 『Every Best Single 2 〜Early period〜』

Get Into A Groove
- 『eternity』
- 『Every Best Single 〜COMPLETE〜』
- 『Every Best Single 2 ～MORE COMPLETE～』
- 『Every Best Single 2 〜Early period〜』